# Urtica simensis
Urtica simensis är en nässelväxtart som beskrevs av Ferdinand von Hochstetter och Achille Richard. Urtica simensis ingår i släktet nässlor, och familjen nässelväxter. Inga underarter finns listade i Catalogue of Life.